# UC Sampdoria
Az Unione Calcio Sampdoria egy olasz labdarúgóklub Genovából. A csapat neve két korábbi klub nevének összeolvadásából keletkezett (Sampierdarenese és Andrea Doria), valamint a két csapat egykori mezszíneit is ötvözték (kék-fehér és piros-fekete) egy egyéni stílusban (kék alap mezszín, fehér, fekete és piros csíkokkal).
A csapat jelenleg a Serie A-ban szerepel. Stadionjuk a Luigi Ferraris, ami 36 536 néző befogadására alkalmas, és amit a másik városbéli klubbal, a Genoával osztanak meg. A két csapat közötti mérkőzéseknek külön neve van, Derby della Lanterna.
A klub egyszer nyert bajnokságot, négyszer Olasz Kupát (1985, 1988, 1989, 1994), egyszer KEK-et (1990) és egyszer UEFA Intertotó-kupát (2007). Ezenkívül játszottak még BEK-döntőt is a Barcelona ellen 1992-ben, ám ott hosszabbítás után 1–0-ra kikaptak.

## A csapat története

### A kezdetek
A csapat elődjét, a Ginnastica Sampierdarenese-t még 1891-ben alapították, mely 1899-ben nyitotta meg futball-szekcióját. Szinte ugyanebben az időben, 1895-ben alakult egy másik csapat is Genovában, a Society Andrea Doria, később, 1946-ban alakult meg a Sampdoria.

### Az Andrea Doriáról
Az Andrea Doria nem vett részt a legelső olasz bajnokságban, csak 1903-ban csatlakozott. Az első évek nem igazán sikerültek, ugyanis a csapatnak 4 évre volt szüksége ahhoz, hogy megnyerje első meccsét, rögtön a városi rivális, a Genoa ellen 3–1-re.
A csapat az 1910-11-es szezontól kezdte megmutatni, mit is tud valójában, amikor a 4. helyen végeztek, a Juventus, az Inter és a már említett Genoa mögött a Piemonte-Lombardia-Liguria szekcióban.

### Az első világháború után
Az első világháború után a Sampierdarenese már egyre inkább felnőtt a "nagy testvér", az Andrea Doria mellé. Ám az első szezonban, ahol egymás ellen játszottak, mindkét egymás elleni meccsüket az Andrea Doria nyerte meg: 4–1-re és 1–0-ra, és később ők lettek Liguria régió bajnokai is.
Az 1921-22-es szezonnal kezdődően, az olasz bajnokság kettévált, hasonlóan a két csapat közös történelme is. Eszerint a Sampierdarenese a F.I.G.C. által szervezett variációban, míg az Andrea Doria a C.C.I. által szervezett bajnokságban indult.
A Sampierdarenese megnyerte Liguria régió bajnokságát, és ezután az elődöntők következtek a csapat számára, és miután azt az akadályt is sikerrel vették, következhetett a döntő, ahol a Novese volt az ellenfél. A döntő mindkét mérkőzése 0–0-ra végződött, így következhetett a megismételt találkozó. Sokáig itt is döntetlenre állt a két csapat, ám végül a Novese, ha hosszabbítás után is, de nyerni tudott 2–1-re, és ezzel a bajnokságot is megnyerte.
Miután a liga ismét egy szervezés alatt futott, a két csapat közül ismét az Andrea Doria lett az erősebb. Az 1924-25-ös szezonban találkoztak legközelebb, amikor igen kiélezett küzdelmet vívtak egymással. Az első meccsen a Doria nyert 2–1-re, míg a visszavágón a Sampierdarenese nyert 2–0-ra, így először győzte le városi riválisát. Ekkoriban a két csapatot a legtöbben csak La Dominante Genova (Domináns Genova) néven emlegették.

### A második világháború után
A második világháború után mindkét csapat részt vett a Serie A-ban, és hasonlóan a korábbi állapotokhoz, még mindig a Doria volt a jobbik csapat. 1946. augusztus 12-én a 2 csapat összeolvadt, és megalapították az Unione Calcio Sampdoriát.
A klub első elnöke Piero Sanguineti lett, de később az ambiciózus vállalkozó, Amedeo Risotto "kitúrta" őt a helyéről. Ebben az időszakban a csapat edzője Giuseppe Galluzzi volt. Innentől fogva a csapat a mai napig megosztva használja a Genoával a Luigi Ferraris Stadiont.
A csapat az egyesülés miatt, a két előd közti pártatlanságot kifejezvén, egy különleges mezt alkotott. Ezek a Doria alap kék meze, középen fehér, fekete és piros résszel.

### Otthoni és nemzetközi sikerek
1979-ben, amikor a klub még a Serie B-ben játszott, a csapat egy olasz olajmágnás, Paolo Mantovani kezébe került, aki rengeteg pénzt fektetett a klubba, és aki 3 évvel később visszavezette a csapatot az első osztályba. Újabb 3 év elteltével a Samp megnyerte az Olasz Kupát is. 1986-ban a jugoszláv Vujadin Boškov került a Samp kispadjára. Vele ismét kupagyőzelmet ünnepelhetett a csapat 1988-ban, és ezzel kvalifikálták magukat a KEK-sorozatba, amit majdnem sikerült megnyerniük, ám az utolsó akadályt nem sikerült teljesíteniük, ugyanis 2–0-ra kikaptak a Barcelonától. Egy évvel később már nem buktak el, ugyanis ezúttal a döntőt is sikerrel abszolválták, mikor hosszabbítás után 2–0-ra nyertek az Anderlecht ellen. Minden szezonra 1 kupa, gondolhatták a Sampdoriánál, és az ezt követő szezonban, igaz nem a KEK-ben, de ezúttal az olasz bajnokságban koronáztatott meg, ugyanis az 1990-91-es szezonban 5 ponttal sikerült megelőzniük az Intert. Ekkor olyan nagyságok voltak a csapat tagjai, mint például a kapus Pagliuca, Vialli, Mancini vagy Vierchowod, élükön Boskovval. A következő évben ismét megvolt a lehetőségük, hogy folytassák az 1 év-1 kupa termést, a BEK döntőjében ismét a Barcelona volt az ellenfél, ám ezúttal sem sikerült megverniük a katalán riválist.
Az ezt követő időszaktól a Samp már jóval kevesebb nemzetközi meccset vivhatott. Az 1994-95-ös szezonban KEK-elődöntőt játszhattak, ahol mindössze 11-esekkel maradt alul az előzetesen jóval esélyesebbnek titulált Arsenal ellen. Legközelebb az 1997-98-as idényben jutottak ki a nemzetközi porondra, ám ez a szereplés nem tartott sokáig, ugyanis rögtön az UEFA-kupa első körében elvéreztek az Bilbao ellen. Ezután egy hosszabb szünet következett, és a 2005-06-os szezonban, épphogy lemaradva a BL-selejtezős helyekről, ismét az UEFA-Kupában szerepelhetett a gárda. Itt a legjobb 32 között a francia Lens állította meg őket.

### Hanyatlás, majd újjászületés
1993. október 14-én a klub addigi tulajdonosa, Paolo Mantovani hirtelen meghalt: helyét fia, Enrico vette át. Enrico első szezonja alatt a csapat Olasz Kupát nyert, valamint a bajnokságban is harmadikok lettek, tehát nem volt ok a szégyenkezésre. A következő pár szezonban azonban nagyon sok, az apja idejében még fontos kerettag hagyta el az együttest, ám ezek mellett sikerült a Mantovaninak legalább olyan kaliberű játékosokat igazolnia, mint az elődök, ezáltal a csapat nem tűnt el a süllyesztőben.
A jó játékoskeret ellenére a csapat 1999-ben kiesett, és egészen 2002-ig nem is jutott vissza a legjobbak közé. Ekkortájt már az olasz olajmágnás, Riccardo Garrone volt a csapat feje. Két, alighanem legfontosabb lépése az volt, hogy általa újra pénz állt a házhoz, valamint, hogy leszerződtette vezetőedzőnek Walter Novellinót. 2003-ban jutottak vissza ismét a Serie A-ba, és rögtön első szezonjukban a rendkívül előkelő 8. helyen végeztek. A 2004-05-ös szezonban az utolsó pár fordulóban bukták el a BL-selejtezős helyet az Udinesével szemben, így végül csak az UEFA-Kupában indulhattak. A Samp a következő idényben csak a csalódást keltő 9. helyen végeztek, így csak az Intertotó-Kupában indulhattak.
A 2007-08-as szezon mozgalmasan telik a gárda számára. Ismét versenyben vannak a BL-selejtezős helyekért, talán a holtszezonbeli 2 nagy igazolás miatt, amikor előbb Vincenzo Montellát a Romától, majd a balhés természetű Antonio Cassanót sikerült kölcsönbe megszerezniük a Real Madridtól.

## Jelenlegi keret
Utolsó módosítás: 2022. augusztus 20.
A vastaggal jelzett játékosok felnőtt válogatottsággal rendelkeznek.
A dőlttel jelzett játékosok kölcsönben szerepelnek a klubnál.
| Mezszám                | Név                 | Nemzetiség | Születési hely          | Születési idő (kor)           | Korábbi csapat           | Érték(€)  | Szerződés lejárta |
| Kapusok                | Kapusok             | Kapusok    | Kapusok                 | Kapusok                       | Kapusok                  | Kapusok   | Kapusok           |
| ---------------------- | ------------------- | ---------- | ----------------------- | ----------------------------- | ------------------------ | --------- | ----------------- |
| 1                      | Emil Audero         | ITA        | Mataram                 | 1997. január 18. (28 éves)    | Juventus FC              | 6 000 000 | 2026.06.30.       |
| 22                     | Nikita Contini      | ITA        | Cserkaszi               | 1996. május 21. (29 éves)     | SSC Napoli               | 800 000   | 2023.06.30.       |
| 30                     | Nicola Ravaglia     | ITA        | Forlì                   | 1988. december 12. (36 éves)  | US Cremonese             | 200 000   | 2024.06.30.       |
| 32                     | Elia Tantalocchi    | ITA        | Civitanova Marche       | 2004. június 30. (20 éves)    | Fermana FC               | 25 000    | Nem publikus      |
| Védők                  |                     |            |                         |                               |                          |           |                   |
| 3                      | Tommaso Augello     | ITA        | Milánó                  | 1994. augusztus 30. (30 éves) | Spezia Calcio 1906       | 3 500 000 | 2025.06.30.       |
| 6                      | Maxime Leverbe      | francia    | Villepinte              | 1997. február 15. (28 éves)   | AC Pisa                  | 2 000 000 | 2023.06.30.       |
| 12                     | Fabio Depaoli       | ITA        | Riva del Garda          | 1997. április 24. (28 éves)   | AC ChievoVerona          | 2 800 000 | 2024.06.30.       |
| 13                     | Andrea Conti        | ITA        | Lecco                   | 1994. március 2. (31 éves)    | AC Milan                 | 2 500 000 | 2025.06.30.       |
| 15                     | Omar Colley         | GAM        | Banjul                  | 1992. október 24. (32 éves)   | KRC Genk                 | 4 500 000 | 2025.06.30.       |
| 21                     | Jeison Murillo      | COL · SPA  | Barranquilla            | 1992. május 27. (33 éves)     | Valencia CF              | 3 500 000 | 2023.06.30.       |
| 24                     | Bartosz Bereszyński | POL        | Poznań                  | 1992. július 12. (32 éves)    | KP Legia Warszawa        | 4 000 000 | 2025.06.30.       |
| 25                     | Alex Ferrari        | ITA        | Modena                  | 1994. július 1. (30 éves)     | Bologna FC 1909          | 1 800 000 | 2025.06.30.       |
| 29                     | Nicola Murru        | ITA        | Cagliari                | 1994. december 16. (30 éves)  | Cagliari Calcio          | 2 000 000 | 2024.06.30.       |
| Középpályások          |                     |            |                         |                               |                          |           |                   |
| 4                      | Gonzalo Villar      | SPA        | Murcia                  | 1998. március 23. (27 éves)   | AS Roma                  | 5 000 000 | 2023.06.30.       |
| 5                      | Valerio Verre       | ITA        | Róma                    | 1994. január 11. (31 éves)    | Delfino Pescara 1936     | 2 500 000 | 2025.06.30.       |
| 7                      | Filip Djuricic      | szerb      | Obrenovac               | 1992. január 30. (33 éves)    | US Sassuolo Calcio       | 4 000 000 | 2024.06.30.       |
| 8                      | Tomás Rincón        | VEN        | San Cristóbal           | 1988. január 13. (37 éves)    | Torino FC                | 1 000 000 | 2023.06.30.       |
| 11                     | Abdelhamíd Szábírí  | MOR        | Goulmima                | 1996. november 28. (28 éves)  | Ascoli Calcio 1898       | 3 000 000 | 2025.06.30.       |
| 14                     | Ronaldo Vieira      | ENG · GNB  | Bissau                  | 1998. július 19. (26 éves)    | Leeds United FC          | 3 500 000 | 2023.06.30.       |
| 28                     | Gerard Yepes        | SPA        | Barcelona               | 2002. augusztus 25. (22 éves) | Utánpótlásból került fel | 500 000   | 2025.06.30.       |
| 31                     | Lorenzo Malagrida   | ITA        | Pietra Ligure           | 2003. október 24. (21 éves)   | Utánpótlásból került fel | 250 000   | Nem publikus      |
| 70                     | Simone Trimboli     | ITA        | Lavagna                 | 2002. április 19. (23 éves)   | Utánpótlásból került fel | 600 000   | 2024.06.30.       |
| Támadók                |                     |            |                         |                               |                          |           |                   |
| 9                      | Manuel De Luca      | ITA        | Bolzano                 | 1998. július 17. (26 éves)    | AC ChievoVerona          | 2 800 000 | 2025.06.30.       |
| 10                     | Francesco Caputo    | ITA        | Altamura                | 1987. augusztus 6. (37 éves)  | US Sassuolo Calcio       | 2 500 000 | 2024.06.30.       |
| 23                     | Manolo Gabbiadini   | ITA        | Calcinate               | 1991. november 26. (33 éves)  | Southampton FC           | 4 000 000 | 2026.06.30.       |
| 27                     | Fabio Quagliarella  | ITA        | Castellammare di Stabia | 1983. január 31. (42 éves)    | Torino FC                | 1 000 000 | 2023.06.30.       |
| 37                     | Mehdi Léris         | FRA · ALG  | Mont-de-Marsan          | 1998. május 23. (27 éves)     | AC ChievoVerona          | 2 400 000 | 2024.06.30.       |
| Kölcsönadott játékosok |                     |            |                         |                               |                          |           |                   |
| Név                    | Poszt               | Nemzetiség | Születési hely          | Születési idő (kor)           | Kölcsönben itt           | Érték (€) | Kölcsön lejárta   |
| Wladimiro Falcone      | kapus               | ITA        | Róma                    | 1995. április 12. (30 éves)   | US Lecce                 | 3 000 000 | 2023.06.30.       |
| Julian Chabot          | védő                | GER · FRA  | Hanau                   | 1998. február 12. (27 éves)   | 1. FC Köln               | 2 000 000 | 2023.06.30.       |
| Kaique Rocha           | védő                | BRA        | Taboão da Serra         | 2001. február 28. (24 éves)   | SC Internacional         | 1 000 000 | 2022.12.31.       |
| Antonio Candreva       | középpályás         | ITA        | Róma                    | 1987. február 28. (38 éves)   | Salernitana Calcio 1919  | 2 500 000 | 2023.06.30.       |
| Kristoffer Askildsen   | középpályás         | NOR        | Oslo                    | 2001. január 9. (24 éves)     | US Lecce                 | 1 800 000 | 2023.06.30.       |
| Ernesto Torregrossa    | támadó              | ITA · VEN  | Caltanissetta           | 1992. június 28. (32 éves)    | AC Pisa                  | 3 000 000 | 2023.06.30.       |
| Antonino La Gumina     | támadó              | ITA        | Palermo                 | 1996. március 6. (29 éves)    | Benevento Calcio         | 2 400 000 | 2023.06.30.       |

## Korábbi híres játékosok
| 1946-tól a 70-es évekig - Sergio Brighenti - Ernesto Cucchiaroni - Marcello Lippi - Giovanni Lodetti - Luis Suárez - Roberto "Bob" Vieri 80-as évek - Liam Brady - Hans-Peter Briegel - Toninho Cerezo - Alberigo Evani - Trevor Francis - Roberto Mancini - Victor Muñoz - Gianluca Pagliuca - Graeme Souness - Gianluca Vialli - Pietro Vierchowod | 90-es évektől napjainkig - Alain Boghossian - Enrico Chiesa - Oumar Dieng - Alberigo Evani - Riccardo Ferri - Francesco Flachi - Ruud Gullit - Vladimir Jugović - Srečko Katanec - Christian Karembeu - Jürgen Klinsmann - Pierre Laigle - Attilio Lombardo - Siniša Mihajlović - Alexei Mikhailichenko - Vincenzo Montella - Ariel Ortega | - David Platt - Clarence Seedorf - Lee Sharpe - Giuseppe Signori - Paulo Silas - Juan Sebastián Verón - Des Walker - Walter Zenga - Bratislav Živković |

## A csapat vezetőedzői
| Név                       | Nemzetiség                | Évek      |
| ------------------------- | ------------------------- | --------- |
| Giuseppe Galluzzi         | Olaszország               | 1946–1947 |
| Adolfo Baloncieri         | Olaszország               | 1947–1950 |
| Giuseppe Galluzzi         | Olaszország               | 1950      |
| Matteo Poggi Alfredo Foni | Olaszország · Olaszország | 1950–1951 |
| Alfredo Foni              | Olaszország               | 1951–1952 |
| Matteo Poggi              | Olaszország               | 1952      |
| Ivo Fiorentini            | Olaszország               | 1952–1953 |
| Paolo Tabanelli           | Olaszország               | 1953–1955 |
| Czeizler Lajos            | Magyarország              | 1955–1956 |
| Pietro Rava               | Olaszország               | 1956–1957 |
| Ugo Amoretti              | Olaszország               | 1957      |
| William Dodgin            | Anglia                    | 1957–1958 |
| Adolfo Baloncieri         | Olaszország               | 1958      |
| Eraldo Monzeglio          | Olaszország               | 1958–1961 |
| Roberto Lerici            | Olaszország               | 1961–1963 |
| Ernst Ocwirk              | osztrák                   | 1963–1965 |
| Giuseppe Baldini          | Olaszország               | 1965–1966 |
| Fulvio Bernardini         | Olaszország               | 1966–1971 |
| Heriberto Herrera         | Paraguay                  | 1971–1973 |
| Guido Vincenzi            | Olaszország               | 1973–1974 |

| Név                        | Nemzetiség           | Évek      |
| -------------------------- | -------------------- | --------- |
| Giulio Corsini             | Olaszország          | 1974–1975 |
| Eugenio Bersellini         | Olaszország          | 1975–1977 |
| Giorgio Canali             | Olaszország          | 1977–1978 |
| Lamberto Giorgis           | Olaszország          | 1978–1979 |
| Lauro Toneatto             | Olaszország          | 1979–1980 |
| Enzo Riccomini             | Olaszország          | 1980–1981 |
| Renzo Ulivieri             | Olaszország          | 1981–1984 |
| Eugenio Bersellini         | Olaszország          | 1984–1986 |
| Vujadin Boškov             | jugoszlávia          | 1986–1992 |
| Sven-Göran Eriksson        | svéd                 | 1992–1997 |
| César Luis Menotti         | Argentína            | 1997      |
| Vujadin Boškov             | jugoszlávia          | 1997–1998 |
| Luciano Spalletti          | Olaszország          | 1998      |
| David Platt Giorgio Veneri | Anglia · Olaszország | 1998–1999 |
| Luciano Spalletti          | Olaszország          | 1999      |
| Gian Piero Ventura         | Olaszország          | 1999–2000 |
| Luigi Cagni                | Olaszország          | 2000–2001 |
| Gianfranco Bellotto        | Olaszország          | 2001–2002 |
| Walter Novellino           | Olaszország          | 2002–2007 |
| Walter Mazzarri            | Olaszország          | 2007–2009 |

| Név                  | Nemzetiség  | Évek      |
| -------------------- | ----------- | --------- |
| Luigi Delneri        | Olaszország | 2009–2010 |
| Domenico Di Carlo    | Olaszország | 2010–2011 |
| Alberto Cavasin      | Olaszország | 2011      |
| Gianluca Atzori      | Olaszország | 2011      |
| Giuseppe Iachini     | Olaszország | 2011–2012 |
| Ciro Ferrara         | Olaszország | 2012      |
| Delio Rossi          | Olaszország | 2012–2013 |
| Siniša Mihajlović    | Szerbia     | 2013–2015 |
| Walter Zenga         | Olaszország | 2015      |
| Vincenzo Montella    | Olaszország | 2015-2016 |
| Marco Giampaolo      | Olaszország | 2016-2019 |
| Eusebio Di Francesco | Olaszország | 2019      |
| Claudio Ranieri      | Olaszország | 2019-2021 |
| Roberto D’Aversa     | Olaszország | 2021-2022 |
| Felice Tufano        | Olaszország | 2022      |
| Marco Giampaolo      | Olaszország | 2022-     |
|                      |             |           |
|                      |             |           |
|                      |             |           |
|                      |             |           |

## Külső hivatkozások
- Hivatalos weboldala (olaszul)
- Nem hivatalos weboldala (angolul)
- Statisztikák a csapatról (angolul)